# Сеницкий, Яцек
Яцек Казимеж Сеницкий (пол. Jacek Kazimierz Sienicki; 29 февраля 1928, Варшава—14 декабря 2000, Варшава) — польский художник, дизайнер, педагог, профессор.

## Биография
Сын архитектора. Во время войны жил в Варшаве. В 1948 году окончил Государственный художественный лицей им. В. Герсона. Продолжил обучаться живописи в 1948—1954 годах в варшавской Академии изящных искусств. Ученик Артура Нахт-Самборского, с которым позже работал в течение 13 лет.
Оставлен работать в Академии. Доцент. С 1975 до выхода на пенсию в 1992 г. — руководитель художественной мастерской академии. С 1981 года — профессор.
В 1983 стал членом Союза польских художников.

## Творчество
Впервые свои картины выставил в 1955 году на Национальной выставке молодых художников «Против войны — против фашизма», на которой представил 2 полотна: пейзаж и автопортрет, а также несколько рисунков на антивоенную тему.
В начале 1960-х годов вместе с женой — художницей занимался промышленным дизайном. В 1961 — участник биеннале молодых художников в Париже. Получив стипендию правительства Франции, отправился в Париж.
Участвовал во многих выставках в Польше и за рубежом, в частности, выставке «Варшавское гетто» в Амстердаме, Стокгольме и Мальмо, во Втором международном биеннале в Кошице (ЧССР), на котором был награждён премией города Кошице.
Лауреат премии художественных критиков им. Норвида за работы, представленные на выставке художественной группы «Захента», в галерее которой выставлял свои работы (1975).
В 1974 году награждён Золотым Крестом Заслуги за свою педагогическую деятельность.
В 1983 году награждён премией им. Яна Цыбиса.
Умер в 2000 году и похоронен на варшавском кладбище Старые Повонзки.